# Liste des compagnies aériennes d'Égypte
Cet article dresse une liste des compagnies aériennes opérant actuellement en Égypte.
| Compagnie aérienne          | Image | Code OACI | Code IATA | Indicatif d'appel | Depuis |
| --------------------------- | ----- | --------- | --------- | ----------------- | ------ |
| Air Arabia Égypte           |       | RBG       | E5        | ARABIA EGYPT      | 2009   |
| Air Cairo                   |       | MSC       | SM        | AIR CAIRO         | 2003   |
| Air Sinai                   |       | ASD       | 4D        | AIR SINAI         | 1982 n |
| Alexandria Airlines         |       | KHH       | XH        |                   | 2007   |
| AlMasria Universal Airlines |       | LMU       | UJ        | ALMASRIA          | 2008   |
| AMC Airlines                |       | AMV       | 9V        | AMV               | 1992   |
| Egypt Air                   |       | MSR       | MME       | EGYPTAIR          | 1932   |
| FlyEgypt                    |       | FEG       | FT        | FLY EGYPT         | 2014   |
| Nesma Airlines              |       | NMA       | NM        | NESMA             | 2010   |
| Nile Air                    |       | NIA       | NP        | NILEBIRD          | 2008   |
| Petroleum Air Services (en) |       | PAR       | PS        | PAS AIR           | 1982   |
| Smart Aviation Company (en) |       | PME       | -         |                   | 2007   |
| Ajwaa Airlines              |       | AJY       |           | Ajwaa             | 2021   |